# Takayuki Suzuki (Fußballspieler, 1973)
Takayuki Suzuki (jap. 鈴木 敬之, Suzuki Takayuki; * 4. Oktober 1973 in der Präfektur Chiba) ist ein ehemaliger japanischer Fußballspieler.

## Karriere
Suzuki erlernte das Fußballspielen in der Schulmannschaft der Narashino High School und der Universitätsmannschaft der Chūō-Universität. Seinen ersten Vertrag unterschrieb er 1996 bei den Tokyo Gas (heute: FC Tokyo). Der Verein spielte in der zweithöchsten Liga des Landes, der Japan Football League. 1999 wurde er mit dem Verein Vizemeister der J2 League und stieg in die J1 League auf. Für den Verein absolvierte er 48 Spiele. Ende 2000 beendete er seine Karriere als Fußballspieler.